# Domenico Michiel
Domenico Michiel, Michele – doża Wenecji od 1118 do 1130.
Za namową króla Baldwina II, który obiecał Republice Weneckiej przywileje handlowe, doża zebrał flotę 150 okrętów i 15 000 ludzi i wyruszył na krucjatę 8 sierpnia 1122 roku. Doża po drodze zaatakował Korfu. Dopiero 22 maja następnego roku flota przybyła do Akki. Na przełomie maja i czerwca pokonano flotę egipską. 7 lipca 1124 roku królowi Jerozolimy i doży weneckiemu poddał się Tyr.